# New Canaan

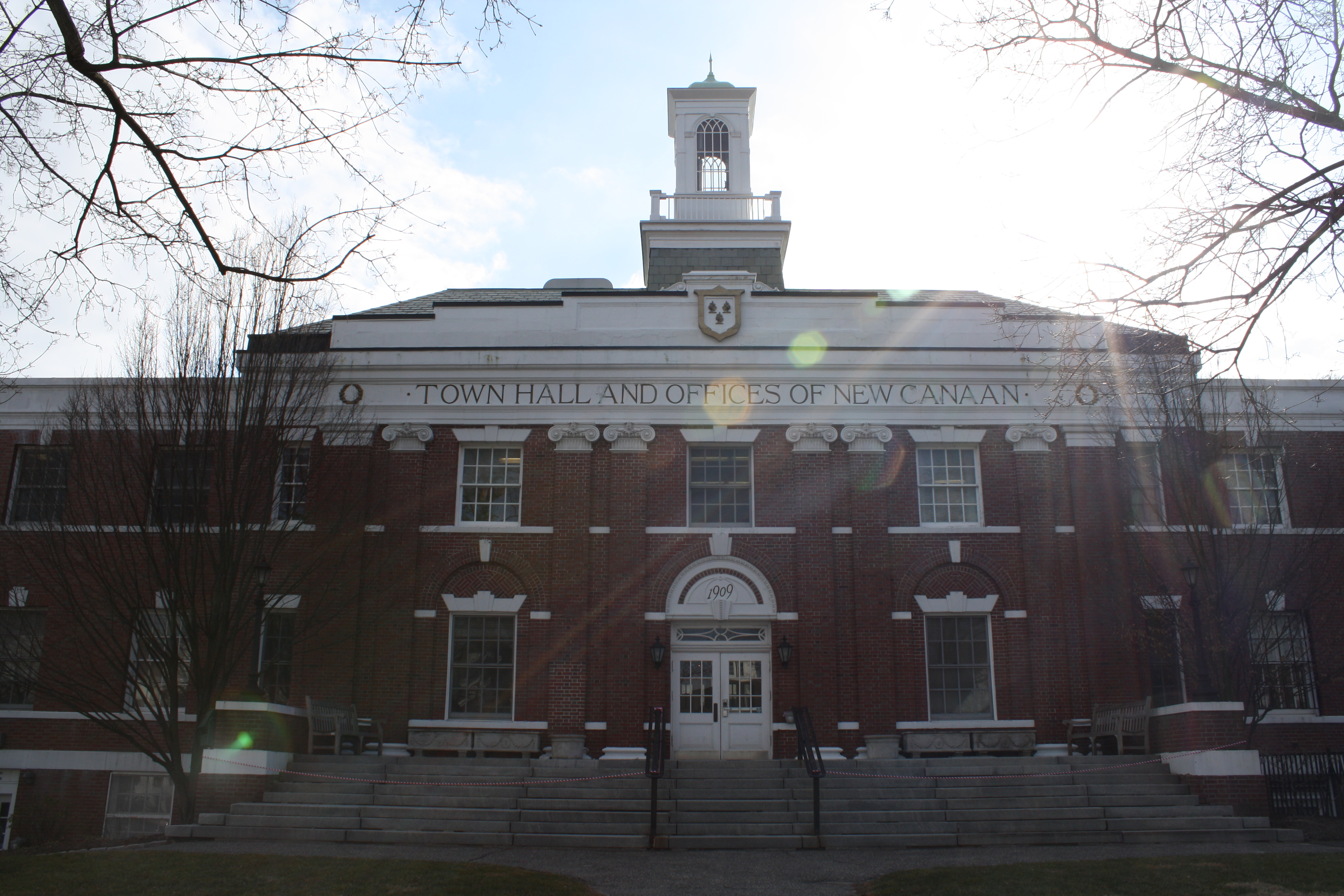
Ratusz

New Canaan – miasto w hrabstwie Fairfield w stanie Connecticut w Stanach Zjednoczonych. Według CNN Money miasto zajmuje w 2013 piąte miejsce w USA pod względem dochodów mieszkańców, natomiast w 2008 było pierwsze.
W miejscowości były kręcone sceny do filmu Droga do szczęścia z 2008 roku.
Z New Canaan pochodzi Allison Williams, amerykańska aktorka i wokalistka.

## Komunikacja
W mieście są dwie stacje kolejowe linii New Canaan Branch Metro-North Railroad - końcowa New Canaan i Talmadge Hill.